# لومتس
لومتس (به بلغاری: Lomets) یک منطقهٔ مسکونی در بلغارستان است که در شهرستان ترویان واقع شده‌است.